# Kazuki Ota
Kazuki Ota (太田 一輝 Ota Kazuki?), född 27 januari 1993 i Shizuoka prefektur, är en japansk fotbollsspelare.
Ota började sin karriär 2015 i Azul Claro Numazu. Han spelade 91 ligamatcher för klubben.